# Biochemische cascade
Een biochemische cascade, ook wel signaalcascade, is een opeenvolging van chemische reacties die optreden in een levende cel of in het extracellulaire milieu als reactie op een stimulus. Tijdens een biochemische cascade vindt er meestal een stapsgewijze signaaldoorgifte plaats, waarbij eiwitten elkaar achtereenvolgens activeren. Omdat het signaal tijdens het doorgeven vaak versterkt wordt, wordt deze opeenvolging een cascade genoemd.
Een voorbeeld van een biochemische cascade is de stollingscascade die leidt tot de vorming van fibrine en dus van het stollen van het bloed. Het complementsysteem, een onderdeel van het dierlijk immuunsysteem, begint ook met een opeenvolging van eiwitten in het bloedplasma die elkaar achtereenvolgens splitsen en activeren.

## Intracellulaire signaalcascades
In het geval van een signaalcascade is de initiële stimulus vaak een extracellulair signaalmolecuul dat een binding aangaat met een receptor, die vervolgens binnen de cel een signaalmechanisme op gang brengt. Tijdens de doorgifte van een signaal binnen een cel, die meestal van eiwit op eiwit plaatsvindt, wordt het signaal versterkt (geamplificeerd), gemoduleerd en omgezet in andere signalen, om uiteindelijk een doelmolecuul te bereiken en een juiste respons op te roepen.
De fundamenten van signaaltransductie en celcommunicatie zijn in de evolutie van eukaryoten opvallend geconserveerd gebleven. In gistcellen zijn bijvoorbeeld veel basale componenten van de signaalmachinerie, zoals kinases en GTP-bindende eiwitten, functioneel gezien identiek aan die in zoogdieren. Als gevolg van genduplicaties zijn de signaalsystemen in dieren echter complexer geworden; in het menselijk genoom zijn er bijvoorbeeld ruim 1500 genen die voor receptoreiwitten coderen en door alternatieve splicing is het totale aantal receptoren nog veel groter.
Ontregeling van signaalcascades spelen een belangrijke rol in de totstandkoming van kanker.